# Laboulbenia pedicellata
Laboulbenia pedicellata Thext. – gatunek grzybów z rzędu owadorostowców (Laboulbeniales). Pasożyt owadów.

## Systematyka i nazewnictwo
Pozycja w klasyfikacji według Index Fungorum: Laboulbenia, Laboulbeniaceae, Laboulbeniales, Laboulbeniomycetidae, Laboulbeniomycetes, Pezizomycotina, Ascomycota, Fungi.
Gatunek ten po raz pierwszy opisał w 1893 r. Roland Thaxter na owadach z rodzaju Bembidion.
Synonimy:
- Laboulbenia pedicellata f. ventricosa Speg. 1917
- Laboulbenia pedicellata subsp. bogosensis Speg. 1915

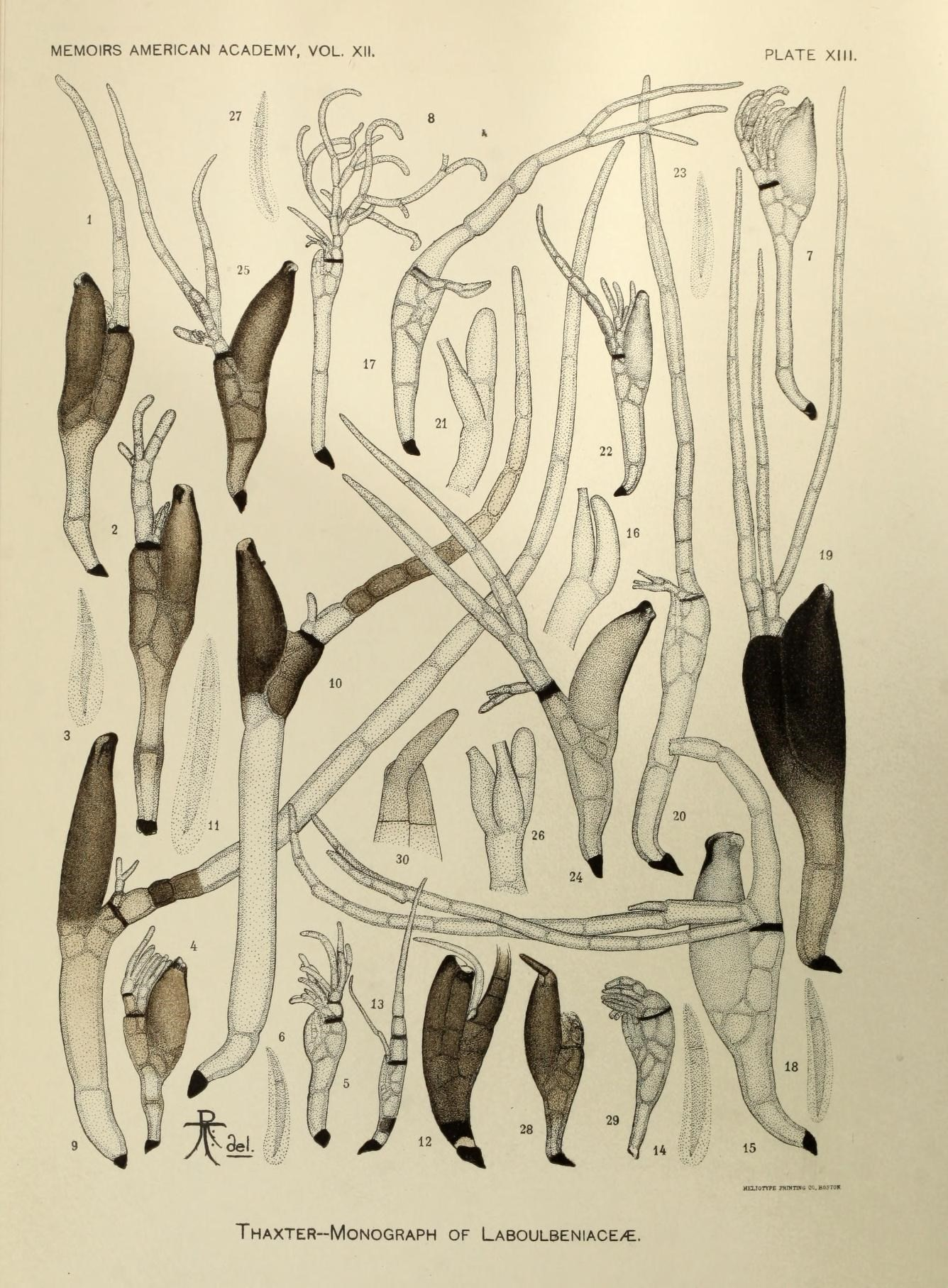
Plecha Laboulbenia pedicellata nr 4–8 (pozostałe to inne gatunki Laobulbenia)

## Charakterystyka
Grzyb entomopatogeniczny, pasożyt zewnętrzny owadów. Notowany na chrząszczach (Coleoptera) z rodziny biegaczowatych (Carabidae) należących do rodzaju Bembidion i Dyschirius. Nie powoduje ich śmierci i wyrządza im niewielkie szkody.